# Peptid PHI
Peptid PHI (ili peptid histidin izoleucin) je peptid koji funkcioniše kao hormon.
Ovaj hormon ima udela u regulaciji prolaktina kod ljudi.

## Literatura
1. ↑  Polak JM, Bloom SR (1984). „Regulatory peptides--the distribution of two newly discovered peptides: PHI and NPY”. Peptides. 5 Suppl 1: 79—89. PMID 6384956.
2. ↑  Felíu JE, Marco J (1983). „Stimulatory effect of the intestinal peptide PHI on glycogenolysis and gluconeogenesis in isolated rat hepatocytes”. The Biochemical Journal. 214 (3): 999—1002. PMC 1152344 . PMID 6312969.
3. ↑  Kulick R, Chaiseha Y, Kang S, Rozenboim I, El Halawani M (2005). „The relative importance of vasoactive intestinal peptide and peptide histidine isoleucine as physiological regulators of prolactin in the domestic turkey”. Gen Comp Endocrinol. 142 (3): 267—73. PMID 15935152. doi:10.1016/j.ygcen.2004.12.024.

## Spoljašnje veze
- Peptide+PHI на 